# Ion Coteanu
Ion Coteanu (n. 6 octombrie 1920, București – d. 11 decembrie 1997, București) a fost un lingvist român, membru al Academiei Române din 1974. Ion Coteanu a fost membru al PCR din 1945.

## Biografie
Urmează cursurile Liceului „Gheorghe Lazăr” din București (1931-1939). Este licențiat, în 1943, al Facultății de Litere și Filozofie a Universității din București. În 1946 devine asistent la Facultatea de Litere, în 1949, șef de lucrări, iar în 1951 conferențiar universitar. În 1952 este exclus din învățământul superior, fiind reîncadrat în 1955. Este ales prodecan al Facultății de Filologie. În 1962 devine profesor universitar, iar în 1966 șef al Catedrei de limba română de la Facultatea de Limba și Literatura Română din București. Împreună cu Iorgu Iordan și Alexandru Graur, va fi redactor responsabil al noii serii a Dicționarului limbii române (DLR). În același timp ajunge director adjunct al Institutului de Lingvistică din București (1958-1970), iar apoi director (1970-1994). Sub conducerea sa, ia ființă în 1980 Colectivul de poetică de la Institutul de Lingvistică. În 1992 este ales prorector al Universității „Spiru Haret” din București, iar apoi rector.
A fost senator român în legislatura 1990-1992 ales în municipiul București pe listele partidului FSN și președinte al Comisiei de învățământ a Senatului. În cadrul activității sale parlamentare, Ion Coteanu a fost membru în grupul parlamentar de prietenie cu Regatul Belgiei.

## Lucrări publicate
- Cum dispare o limbă (istroromâna), București, Editura Științifică, 1957
- Româna literară și problemele ei principale, București, Editura Științifică, 1961
- Elemente de dialectologie a limbii române, București, Editura Științifică, 1961
- Elemente de lingvistică structurală, București, Editura Științifică, 1967
- Morfologia numelui în limba română (româna comună), București, Editura Academiei, 1969
- Stilistica funcțională a limbii române, vol. I-II, București, Editura Academiei, 1973-1985
- Gramatica de bază a limbii române,  București, Editura Albatros, 1982  (reeditare, 1996)
- Gramatică, stilistică, compoziție, București, Editura Științifică, 1990 (reeditare, 1997)
- Semantică și semiotică, București, Editura Științifică și Enciclopedică, 1981 (în colaborare cu Lucia Wald)
- Limba română contemporană. Vocabularul, ediție revăzută și adăugită, București, Editura Didactică și Pedagogică, 1985 (în colaborare cu Angela Bidu-Vrănceanu)
- Etimologia și limba română (principii, probleme), București, Editura Academiei, 1987 (în colaborare cu Marius Sala)

## Lucrări coordonate
- Dicționarul limbii române (DLR), serie nouă, tom VI-XIV, București, Editura Academiei, 1965-2000
- Dicționarul explicativ al limbii române (DEX), București, Editura Academiei, 1975; ediția a II-a, 1996 (cu numeroase tiraje)

## Afilieri
- Membru titular al Academiei Române (din 1974); președinte al Secției de filologie, literatură și artă (1990-1992)
- Redactor responsabil al revistei „Studii și cercetări lingvistice” (din 1971)
- Redactor-șef al revistei „Limba română” (din 1990)

## Premii și distincții
- Premiul „B. P. Hașdeu” al Academiei Române (1957)
- Ordinul Muncii clasa a III-a (1963)
- Ordinul Meritul Științific clasa a II-a (1971) „pentru merite deosebite în opera de construire a socialismului, cu prilejul aniversării a 50 de ani de la constituirea Partidului Comunist Român”[6]